# Prêmio Humanitário Jean Hersholt
O Prêmio Humanitário Jean Hersholt é uma distinção atribuída periódicamente pela Academia de Artes e Ciências Cinematográficas, premiando personalidades com contribuições de excepção em causas humanitárias. Os distinguidos com este prémio recebem a estatueta do Óscar na cerimónia dos Governors Awards que tem lugar no Hollywood and Highland Center. Na mesma ocasião são entregues o Oscar Honorário e o Prémio Memorial Irving G. Thalberg.
Ao contrário da atribuição do Óscar, a nomeação/indicação e votação dos premiados é restrita aos membros que integram o Board of Governors da Academia.
O prémio é uma homenagem ao actor dinamarquês Jean Hersholt (1886-1956) que foi durante 18 anos presidente da Motion Picture & Television Fund, uma organização de caridade que providencia ajuda aos mais carentes da indústria de cinema e televisão. Hersholt foi também presidente da Academia entre 1945 e 1949.

## Vencedores
| - 1957: Y. Frank Freeman - 1958: Samuel Goldwyn - 1960: Bob Hope - 1961: Sol Lesser - 1962: George Seaton - 1963: Steve Broidy - 1966: Edmond L. DePatie - 1967: George Bagnall - 1968: Gregory Peck - 1969: Martha Raye - 1970: George Jessel - 1971: Frank Sinatra - 1973: Rosalind Russell | - 1974: Lew Wasserman - 1975: Arthur B. Krim - 1976: Jules C. Stein - 1978: Charlton Heston - 1979: Leo Jaffe - 1980: Robert Benjamin † - 1982: Danny Kaye - 1983: Walter Mirisch - 1984: M.J. Frankovich - 1985: David L. Wolper - 1986: Charles "Buddy" Rogers - 1990: Howard W. Koch - 1993: Audrey Hepburn † / Elizabeth Taylor | - 1994: Paul Newman - 1995: Quincy Jones - 2002: Arthur Hiller - 2005: Roger Mayer - 2007: Sherry Lansing - 2009: Jerry Lewis - 2012: Oprah Winfrey - 2013: Jeffrey Katzenberg - 2014: Angelina Jolie - 2015: Harry Belafonte - 2016: Debbie Reynolds - 2019: Geena Davis - 2020: Tyler Perry / Motion Picture & Television Fund - 2021: Danny Glover - 2022: Michael J. Fox |

Nota: † indica prémio póstumo.